# La Mariée célibataire
Pour plus de détails, voir Fiche technique et Distribution.
La Mariée célibataire (This Thing Called Love) est un film américain en noir et blanc réalisé par Alexander Hall, sorti en 1940.

## Synopsis
Ann et Tice sont jeunes mariés mais pas si jeunes en âge. Ann souhaite qu'elle et son mari ne couchent pas ensemble pendant trois mois afin qu'ils puissent être sûrs que le mariage durera toute la vie. Le mari essaye diverses astuces pour attirer sa femme au lit, mais elle parvient à toujours déjouer ses plans.

## Fiche technique
- Titre original : This Thing Called Love
- Réalisation : Alexander Hall
- Scénario : Ken Englund, George Seaton, P. J. Wolfson
  - d'après la pièce de théâtre This Thing Called Love d'Edwin Burke
- Musique : Werner R. Heymann
- Photographie : Joseph Walker
- Montage : Viola Lawrence
- Producteur : William Perlberg
- Société de production et de distribution : Columbia Pictures
- Pays de production :  États-Unis
- Langue originale : anglais américain
- Format : noir et blanc — 35 mm — 1,37:1 — son : mono (Western Electric Mirrophonic Recording)
- Genre : comédie romantique
- Durée : 98 minutes
- Dates de sortie: 
  - États-Unis : 20 décembre 1940 (Hollywood)
  - États-Unis : 2 janvier 1941
  - France : 2 octobre 1946

## Distribution
- Rosalind Russell : Ann Winters
- Melvyn Douglas : Tice Collins
- Binnie Barnes : Charlotte Campbell
- Allyn Joslyn : Harry Bertrand
- Gloria Dickson : Florence Bertrand
- Lee J. Cobb : Julio Diestro
- Gloria Holden : Genevieve Hooper
- Paul McGrath : Gordon Daniels
- Leona Maricle : Ruth Howland
- Don Beddoe : Tom Howland
- Rosina Galli : Mme Diestro
- Sig Arno : Arno

## Autour du film
Le film a été initialement condamné à sa sortie par la Ligue pour la vertu catholique en Amérique comme étant « contraire au concept chrétien du mariage »,Après que la Columbia Pictures eut retiré les quinze phrases du dialogues qui posaient problème, la Ligue reclassa le film en catégorie « B »,. Le film a également été interdit par la censure en Irlande et en Australie.